# Scopulariopsis
Scopulariopsis är ett släkte av svampar. Scopulariopsis ingår i familjen Microascaceae, ordningen Microascales, klassen Sordariomycetes, divisionen sporsäcksvampar och riket svampar.
|                | Microascus |
|                | |
| Scopulariopsis | \| \| Scopulariopsis acremonium \| \| \| \| \| \| Scopulariopsis candida \| \| \| \| \| \| Scopulariopsis koningii \| \| \| \| \| \| Scopulariopsis brumptii \| \| \| \| \| \| Scopulariopsis atra \| \| \| \| \| \| Scopulariopsis fusca \| \| \| \| \| \| Scopulariopsis sphaerospora \| \| \| \| \| \| Scopulariopsis asperula \| \| \| \| \| \| Scopulariopsis coprophila \| \| \| \| \| \| Scopulariopsis gracilis \| \| \| \| \| \| Scopulariopsis halophilica \| \| \| \| \| \| Scopulariopsis murina \| \| \| \| \| \| Scopulariopsis parva \| \| \| \| \| \| Scopulariopsis canadensis \| \| \| \| \| \| Scopulariopsis carbonaria \| \| \| \| \| \| Scopulariopsis chartarum \| \| \| \| \| \| Scopulariopsis croci \| \| \| \| \| \| Scopulariopsis flava \| \| \| \| \| \| Scopulariopsis hibernica \| \| \| \| |
|                | \| \| Scopulariopsis acremonium \| \| \| \| \| \| Scopulariopsis candida \| \| \| \| \| \| Scopulariopsis koningii \| \| \| \| \| \| Scopulariopsis brumptii \| \| \| \| \| \| Scopulariopsis atra \| \| \| \| \| \| Scopulariopsis fusca \| \| \| \| \| \| Scopulariopsis sphaerospora \| \| \| \| \| \| Scopulariopsis asperula \| \| \| \| \| \| Scopulariopsis coprophila \| \| \| \| \| \| Scopulariopsis gracilis \| \| \| \| \| \| Scopulariopsis halophilica \| \| \| \| \| \| Scopulariopsis murina \| \| \| \| \| \| Scopulariopsis parva \| \| \| \| \| \| Scopulariopsis canadensis \| \| \| \| \| \| Scopulariopsis carbonaria \| \| \| \| \| \| Scopulariopsis chartarum \| \| \| \| \| \| Scopulariopsis croci \| \| \| \| \| \| Scopulariopsis flava \| \| \| \| \| \| Scopulariopsis hibernica \| \| \| \| |
|                | Pithoascus |
|                | |
|                | Kernia |
|                | |
|                | Lophotrichus |
|                | |
|                | Cephalotrichum |
|                | |
|                | Doratomyces |
|                | |
|                | Stysanus |
|                | |
|                | Graphium |
|                | |
|                | Scedosporium |
|                | |
|                | Petriellopsis |
|                | |
|                | Parascedosporium |
|                | |
|                | Brachyconidiellopsis |
|                | |
|                | Ascosubramania |
|                | |
|                | Wardomyces |
|                | |
|                | Rhexographium |
|                | |
|                | Petriella |
|                | |
|                | Wardomycopsis |
|                | |
|                | Enterocarpus |
|                | |
|                | Pseudallescheria |
|                | |
|                | Trichurus |
|                | |
|                | Canariomyces |
|                | |
|                | Scopulariopsis acremonium |
|                | |
|                | Scopulariopsis candida |
|                | |
|                | Scopulariopsis koningii |
|                | |
|                | Scopulariopsis brumptii |
|                | |
|                | Scopulariopsis atra |
|                | |
|                | Scopulariopsis fusca |
|                | |
|                | Scopulariopsis sphaerospora |
|                | |
|                | Scopulariopsis asperula |
|                | |
|                | Scopulariopsis coprophila |
|                | |
|                | Scopulariopsis gracilis |
|                | |
|                | Scopulariopsis halophilica |
|                | |
|                | Scopulariopsis murina |
|                | |
|                | Scopulariopsis parva |
|                | |
|                | Scopulariopsis canadensis |
|                | |
|                | Scopulariopsis carbonaria |
|                | |
|                | Scopulariopsis chartarum |
|                | |
|                | Scopulariopsis croci |
|                | |
|                | Scopulariopsis flava |
|                | |
|                | Scopulariopsis hibernica |
|                | |

|  | Scopulariopsis acremonium   |
|  |                             |
|  | Scopulariopsis candida      |
|  |                             |
|  | Scopulariopsis koningii     |
|  |                             |
|  | Scopulariopsis brumptii     |
|  |                             |
|  | Scopulariopsis atra         |
|  |                             |
|  | Scopulariopsis fusca        |
|  |                             |
|  | Scopulariopsis sphaerospora |
|  |                             |
|  | Scopulariopsis asperula     |
|  |                             |
|  | Scopulariopsis coprophila   |
|  |                             |
|  | Scopulariopsis gracilis     |
|  |                             |
|  | Scopulariopsis halophilica  |
|  |                             |
|  | Scopulariopsis murina       |
|  |                             |
|  | Scopulariopsis parva        |
|  |                             |
|  | Scopulariopsis canadensis   |
|  |                             |
|  | Scopulariopsis carbonaria   |
|  |                             |
|  | Scopulariopsis chartarum    |
|  |                             |
|  | Scopulariopsis croci        |
|  |                             |
|  | Scopulariopsis flava        |
|  |                             |
|  | Scopulariopsis hibernica    |
|  |                             |